# International Speed Skating League

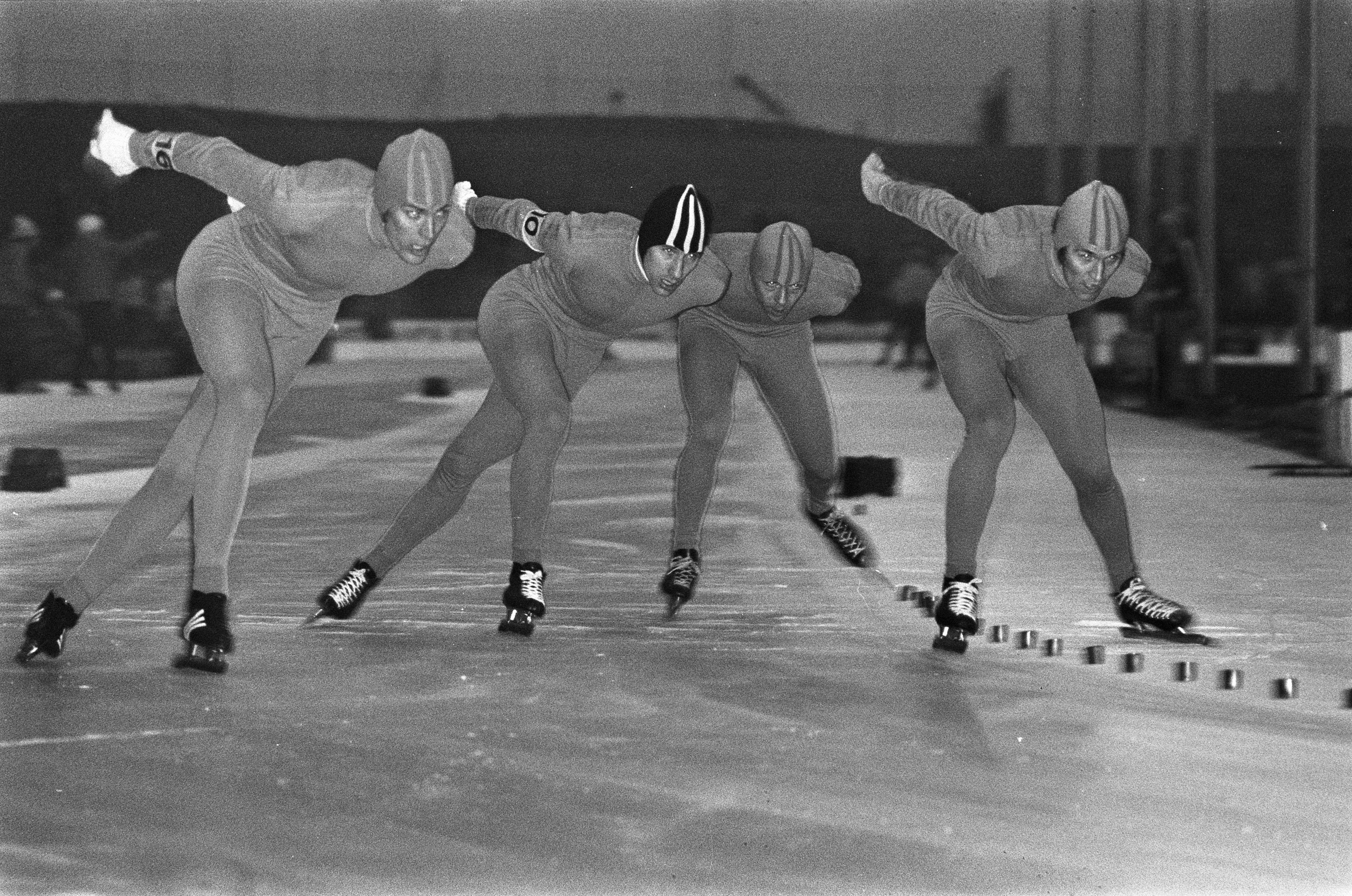
Ploegenachtervolging tijdens ISSL wedstrijd

De International Speed Skating League (ISSL) was de eerste organisatie voor professionele hardrijders op de schaats. Het werd opgericht in 1972 en bestond tot in 1974. Er werden twee seizoenen lang wereldbekerwedstrijden gehouden. De deelnemers konden Europees en wereldkampioen worden.
Een van de initiatiefnemers was de oud-wereldkampioen schaatsen allround en voormalig olympisch kampioen Jonny Nilsson uit Zweden. Andere belanghebbenden waren de Amerikaan Edgar A. Neely uit Atlanta, de advocaat Bengt Eriksson uit Stockholm, de Amerikaanse geldschieter W. H. Moore Jr. uit Eastover en de promotor Tom Liden uit Zweden.
Er werden veertien rijders gecontracteerd die tot de beste schaatsenrijders ter wereld behoorden. Dat waren de Nederlanders Ard Schenk, Kees Verkerk, Jan Bols en Eddy Verheijen. Daarnaast waren de Noren Roar Grønvold, Willy Olsen, Bjørn Tveter en Per Bjørang van de partij. Leo Linkovesi, de toenmalige Finse wereldkampioen sprint, had ook een contract, evenals zijn landgenoot Seppo Haenninen en de Zweden Ove König en Hasse Börjes. De West-Duitse olympisch kampioen op de 500m Erhard Keller behoorde er ook toe. De eerste wedstrijden onder de vlag van de ISSL werden verreden in het najaar van 1972.
De schaatsenrijders kregen voor die tijd behoorlijke geldbedragen als gewonnen werd, maar de organisatie werd geboycot door de Internationale Schaatsunie (ISU) en de nationale bonden. In Nederland gebeurde dat door de KNSB. Deze zetten de directies van de schaatsstadions onder druk om de professionals niet toe te laten. Zou dat wel gebeuren, dan zouden de betreffende schaatsstadions geboycot worden. Dat leidde ertoe dat in Nederland de ISSL alleen welkom was in De Uithof in Den Haag. Overal kwamen veel minder toeschouwers dan verwacht. Schenk werd de eerste Europees en wereldkampioen bij de professionals. Vanaf het begin waren er problemen met de betaling. Na twee seizoenen was het geld echt op en kwam er een eind aan de ISSL.

## Uitslagen

### Europees kampioenschap ISSL 1973
Allround - 20 en 21 januari 1973
|        | Schaatser      | Land      | 500m      | 5000m       | 1500m       | 10.000m      | Punten  |
| ------ | -------------- | --------- | --------- | ----------- | ----------- | ------------ | ------- |
| Goud   | Ard Schenk     | Nederland | 41.25 (3) | 7.31.78 (1) | 2.04.87 (1) | 15.37.24 (2) | 174.913 |
| Zilver | Roar Grønvold  | Noorwegen | 40.9 (1)  | 7.39.34 (6) | 2.06.48 (2) | 16.00.03 (6) | 176.996 |
| Brons  | Jan Bols       | Nederland | 41.66 (4) | 7.38.80 (5) | 2.08.70 (6) | 15.34.23 (1) | 177.152 |
| 4      | Willy Olsen    | Noorwegen | 41.88 (6) | 7.35.67 (3) | 2.07.98 (3) | 15.54.67 (5) | 177.841 |
| 5      | Kees Verkerk   | Nederland | 42.01 (7) | 7.35.65 (2) | 2.09.95 (7) | 15.46.27 (3) | 178.205 |
| 6      | Bjorn Tveter   | Noorwegen | 41.23 (2) | 7.39.48 (7) | 2.08.14 (5) | 16.06.78 (7) | 178.23  |
| 7      | Eddy Verheijen | Nederland | 42.5 (8)  | 7.38.38 (4) | 2.09.96 (8) | 15.50.46 (4) | 179.181 |
| 8      | Johnny Höglin  | Zweden    | 41.75 (5) | 7.43.16 (8) | 2.08.10 (4) | 16.09.80 (8) | 179.256 |

Sprint - 20 en 21 januari 1973
|        | Schaatser       | Land             | 500m      | 1000m       | 500m      | 1000m       | Punten  |
| ------ | --------------- | ---------------- | --------- | ----------- | --------- | ----------- | ------- |
| Goud   | Hasse Börjes    | Zweden           | 39.77 (1) | 1.22.96 (1) | 39.67 (1) | 1.25.23 (6) | 163.535 |
| Zilver | Erhard Keller   | West-Duitsland   | 40.5 (3)  | 1.24.50 (4) | 39.95 (2) | 1.22.48 (1) | 163.94  |
| Brons  | Ove König       | Zweden           | 39.99 (2) | 1.24.10 (3) | 40.41 (3) | 1.24.09 (2) | 164.495 |
| 4      | Leo Linkovesi   | Finland          | 40.66 (4) | 1.25.89 (5) | 40.44 (4) | 1.25.16 (5) | 166.625 |
| 5      | Ivar Eriksen    | Noorwegen        | 41.67 (8) | 1.23.73 (2) | 41.34 (7) | 1.24.41 (3) | 167.085 |
| 6      | Seppo Hänninen  | Finland          | 40.93 (6) | 1.26.08 (7) | 40.74 (6) | 1.24.90 (4) | 167.16  |
| 7      | Neil Blatchford | Verenigde Staten | 40.77 (5) | 1.26.06 (6) | 40.58 (5) | 1.27.28 (8) | 168.065 |
| 8      | Greg Lyman      | Verenigde Staten | 41.63 (7) | 1.26.83 (8) | 41.65 (8) | 1.27.12 (7) | 170.255 |

### Wereldkampioenschap ISSL 1973
Allround - 10 en 11 februari 1973
|        | Schaatser      | Land      | 500m      | 5000m       | 1500m       | 10.000m      | Punten  |
| ------ | -------------- | --------- | --------- | ----------- | ----------- | ------------ | ------- |
| Goud   | Ard Schenk     | Nederland | 40.62 (2) | 7.22.27 (1) | 2.03.03 (1) | 15.23.26 (1) | 172.02  |
| Zilver | Jan Bols       | Nederland | 41.19 (5) | 7.24.28 (2) | 2.05.03 (2) | 15.28.50 (2) | 173.72  |
| Brons  | Roar Grønvold  | Noorwegen | 40.38 (1) | 7.28.11 (4) | 2.05.39 (4) | 15.48.60 (8) | 174.418 |
| 4      | Bjorn Tveter   | Noorwegen | 40.68 (3) | 7.33.87 (6) | 2.05.15 (3) | 15.44.80 (7) | 175.024 |
| 5      | Willy Olsen    | Noorwegen | 41.3 (6)  | 7.29.83 (5) | 2.06.82 (7) | 15.35.64 (3) | 175.338 |
| 6      | Kees Verkerk   | Nederland | 41.39 (7) | 7.27.85 (3) | 2.06.58 (5) | 15.41.77 (5) | 175.39  |
| 7      | Johnny Höglin  | Zweden    | 41.13 (4) | 7.34.93 (8) | 2.06.96 (8) | 15.42.53 (6) | 176.07  |
| 8      | Eddy Verheijen | Nederland | 41.79 (8) | 7.34.77 (7) | 2.06.61 (6) | 15.37.41 (4) | 176.336 |

Sprint - 10 en 11 februari 1973
|        | Schaatser       | Land             | 500m      | 1000m       | 500m      | 1000m       | Punten  |
| ------ | --------------- | ---------------- | --------- | ----------- | --------- | ----------- | ------- |
| Goud   | Hasse Börjes    | Zweden           | 39.7 (2)  | 1.22.71 (1) | 39.3 (1)  | 1.22.98 (1) | 161.845 |
| Zilver | Leo Linkovesi   | Finland          | 39.43 (1) | 1.22.98 (2) | 39.39 (2) | 1.23.57 (4) | 162.095 |
| Brons  | Erhard Keller   | West-Duitsland   | 39.95 (3) | 1.23.23 (4) | 40.19 (4) | 1.23.20 (2) | 163.355 |
| 4      | Seppo Hänninen  | Finland          | 40.26 (4) | 1.23.54 (5) | 40.17 (3) | 1.24.84 (5) | 164.62  |
| 5      | Ivar Eriksen    | Noorwegen        | 41.03 (6) | 1.23.12 (3) | 41.08 (6) | 1.23.44 (3) | 165.39  |
| 6      | Neil Blatchford | Verenigde Staten | 40.62 (5) | 1.25.33 (7) | 40.8 (5)  | 1.26.28 (7) | 167.225 |
| 7      | Greg Lyman      | Verenigde Staten | 41.35 (7) | 1.24.98 (6) | 41.48 (7) | 1.25.37 (6) | 168.005 |

### Europees Kampioenschap ISSL 1974
Allround - 9 en 10 februari 1974
|   | Schaatser       | Land      | 500m      | 5000m       | 1500m       | 10.000m      | Punten  |
| - | --------------- | --------- | --------- | ----------- | ----------- | ------------ | ------- |
| 1 | Bjørn Tveter    | Noorwegen | 40,35 (2) | 7.23,90 (1) | 2.02,17 (2) | 15.35,27 (3) | 172.227 |
| 2 | Roar Grønvold   | Noorwegen | 40,25 (1) | 7.28,04 (2) | 2.01,85 (1) | 15.39,69 (4) | 172.656 |
| 3 | Kees Verkerk    | Nederland | 40,56 (3) | 7.34,30 (4) | 2.03,76 (3) | 15.23,55 (1) | 173.421 |
| 4 | Jappie van Dijk | Nederland | 41,31 (7) | 7.30,62 (3) | 2.05,31 (5) | 15.33,66 (2) | 175.825 |
| 5 | Willy Olsen     | Noorwegen | 40,91 (5) | 7.44,56 (7) | 2.06,52 (6) | 15.49,12 (7) | 176.995 |
| 6 | Ard Schenk      | Nederland | 40,57 (4) | 7.47,86 (8) | 2.07,91 (7) | 15.45,91 (6) | 177.288 |
| 7 | Johnny Höglin   | Zweden    | 41,62 (8) | 7.39,20 (5) | 2.03,76 (3) | 16.17,38 (8) | 177.662 |
| 8 | Jan Bols        | Nederland | 41,05 (6) | 7.39,38 (6) | 2.27,49 (8) | 15.40,23 (5) | 183.163 |

Sprint - 9 en 10 februari 1974
|   | Schaatser       | Land             | 500m      | 1000m       | 500m      | 1000m       | Punten  |
| - | --------------- | ---------------- | --------- | ----------- | --------- | ----------- | ------- |
| 1 | Hasse Börjes    | Zweden           | 39,45 (1) | 1.21,53 (2) | 39,13 (1) | 1.19,87 (2) | 159.280 |
| 2 | Ivar Eriksen    | Noorwegen        | 40,40 (6) | 1.21,01 (1) | 39,90 (4) | 1.19,25 (1) | 160.430 |
| 3 | Leo Linkovesi   | Finland          | 39,64 (2) | 1.22,83 (4) | 39,43 (2) | 1.21,17 (3) | 161.070 |
| 4 | Seppo Hänninen  | Finland          | 39,73 (3) | 1.22,69 (3) | 39,86 (3) | 1.23,00 (5) | 162.435 |
| 5 | Ove König       | Zweden           | 39,87 (4) | 1.24,65 (5) | 40,26 (5) | 1.22,98 (4) | 163.945 |
| - | Neil Blatchford | Verenigde Staten | 39,99 (5) | NS          |           |             |         |